# Topobea fragrantissima
Topobea fragrantissima är en tvåhjärtbladig växtart som beskrevs av Frank Almeda. Topobea fragrantissima ingår i släktet Topobea och familjen Melastomataceae. Inga underarter finns listade i Catalogue of Life.